# أسامة السمان
أسامة السمّان من مواليد 26 آذار/مارس 1986 وتُوفيَّ في 25 تشرين الثاني/نوفمبر 2021 كان ناشِطًا حقوقيًا سوريًا. انتقلَ في وقت لاحق إلى مصر لمواصلة تعليمه العالي وذلكَ خلال ثورات الربيع العربي. يعدّ أسامة اليوم ناشط إعلامي ثوري كما يُعتبر ناشط سياسي من أبرز النشطاء السياسيين الشباب في الدولة السورية.

## المساهمات في الانتفاضة السورية
بدأ نشاط أسامة الثوري بعدَ يوم الغضب في الخامِس من فبراير عام 2011 حيث عملَ على إنتاج أشرطة فيديو توثقُ كلّ ما يحصل في الثورة السورية هذا فضلا عن كونه بات في وقتٍ ما الناطق الرسمي باسم وسائل الإعلام في مدينة التل. وعلاوة على ذلك؛ ساهمَ أسامة بنشاط في مختلف الحملات الإعلامية التي تسعى إلى تسليط الضوء على معاناة الأسرى السوريين. شاركَ كذلك رفقة رزان غزاوي في نشرِ عددٍ من المقالات التي تهمّ الثورة السورية وقد نالَ عام 2012 جائزة مهمة كأفضل حملة لنشطاء حقوقيين في سوريا.
عُيّن أسامة لإدارة مكتب الائتلاف الوطني لقوى الثورة والمعارضة السورية، كما كانَ من بينِ ثمانية عشر فردًا مثلوا المعارضة السورية فيقمة الجامعة العربية في عام 2013. شاركَ كذلك في المؤتمر التأسيسي للاتحاد الديمقراطي السوري، حيث انتُخب عضوا في الأمانة.

## المؤتمرات
- مؤتمر الثورة السورية في أنطاكيا
- المؤتمر الإسلامي في أنطاكيا
- مؤتمر الخلاص الوطني السوري
- مؤتمر القاهرة الأول
- منصة المؤتمرات الديمقراطية السورية الأولى والثانية
- رابطة الكتاب السوريين
- مؤتمر أصدقاء سوريا الأول والثاني
- قمة جامعة الدول العربية (ممثل المعارضة السورية)